# Ptilostemon casabonae

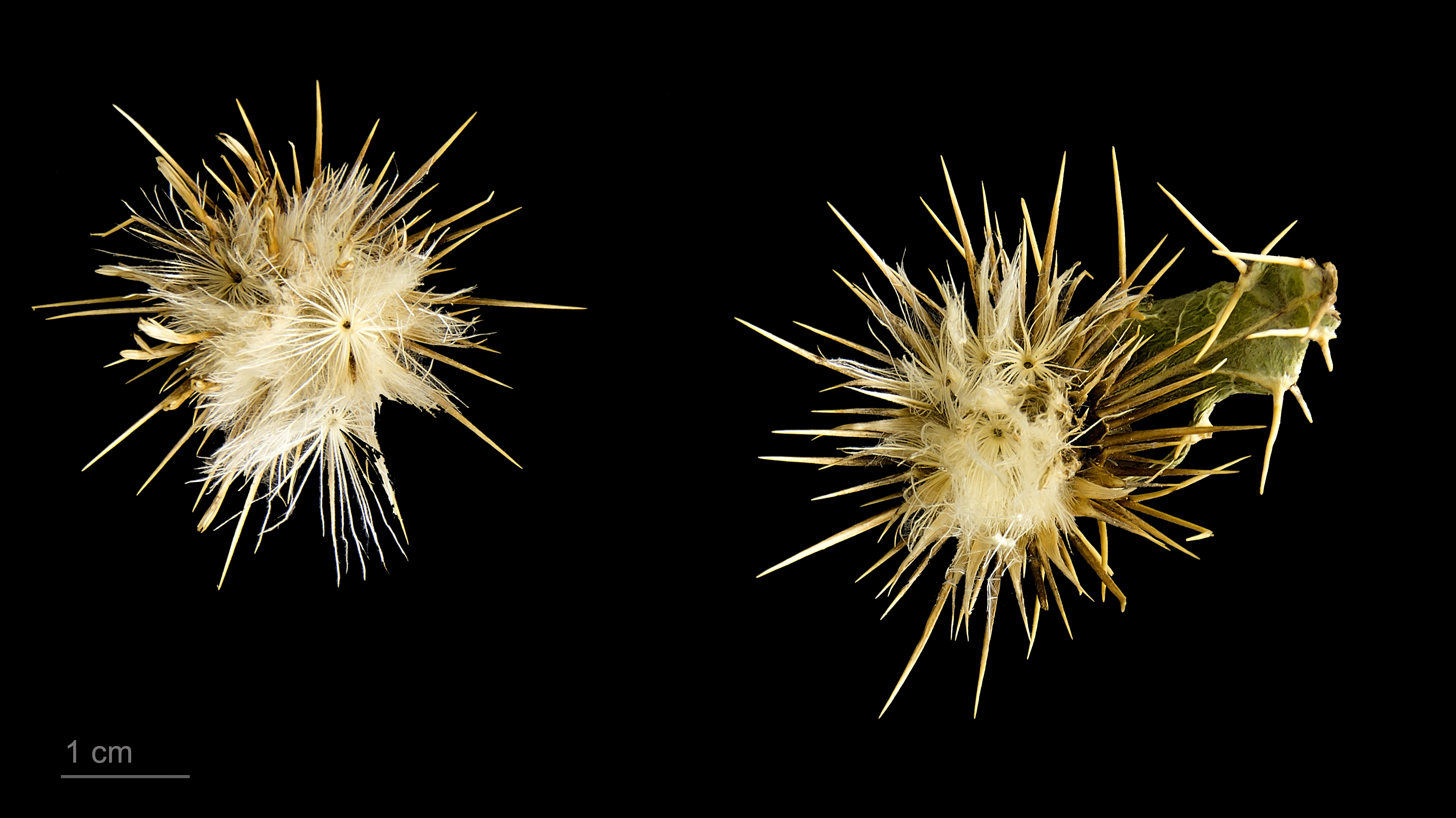
Ptilostemon casabonae - MHNT

Ptilostemon casabonae là một loài thực vật có hoa trong họ Cúc. Loài này được (L.) Greuter miêu tả khoa học đầu tiên năm 1967.